# Штиге, Генрих
Генрих Штиге (нем. Heinrich Stiege; 1895, Берлин — 1968, Фордерхинделанг) — немецкий морской офицер, коммерсант и менеджер химической промышленности. Служил в германском флоте Первой и Второй мировых войн. Был бойцом «белого» фрайкора во время Ноябрьской революции, известен участием в убийстве Карла Либкнехта.

## Первая мировая и фрайкор
Родился в семье кайзеровского контр-адмирала Оскара Штиге. В годы Первой мировой войны служил в кайзерлихмарине, в 1915 получил лейтенантское звание.
Генрих Штиге придерживался правых антимарксистских взглядов. После окончания войны в 1918 примкнул к «белому» фрайкору генерала Гофмана—капитана Пабста. Участвовал в подавлении Восстания спартакистов.

## Убийство Либкнехта
15 января 1919 года фрайкор Пабста захватил основателей Коммунистической партии Германии Карла Либкнехта и Розу Люксембург. После краткого допроса и совещания офицеров было принято решение о бессудном убийстве.
Роза Люксембург была избита рядовым Отто Рунге и застрелена лейтенантом Германом Сушоном. Расстрел Карла Либкнехта (также после избиения, произведённого Рунге) Пабст поручил капитану Хорсту фон Пфлюгк-Хартунгу, лейтенантам Ульриху фон Ритгену, Рудольфу Липману, Курту Фогелю, Генриху Штиге. Вместе с остальными Штиге конвоировал Либкнехта до Тиргартена, где было совершено убийство.
Весной 1919 года власти Веймарской республики начали судебное преследование участников убийства Либкнехта и Люксембург (в итоге двухлетний реальный срок отбывал только Рунге). Генрих Штиге был оправдан.

## Коммерсант и менеджер
Уволившись с флота, Генрих Штиге занялся коммерцией в Гамбурге. В 1925 году он поступил на работу в химическую компанию Degesch, производящую пестициды для борьбы с сельскохозяйственными вредителями (компания обладала также патентом на Циклон Б). В 1936, уже при нацистском режиме, Штиге перешёл в аффилированную химическую компанию Degussa. Работал менеджером по продажам и по связям с общественностью.

## Вторая мировая и суд
В 1939 году началась Вторая мировая война. Генрих Штиге вернулся на военно-морскую службу (несмотря на то, что, будучи на четверть евреем, по Нюрнбергским законам не имел на это формального права. Очевидно, что как и в случае с Эрхардом Мильхом Штиге удалось оформить нотариальное заверение и убедить гестапо и  расово-политический отдел НСДАП в том, что по крови он чистокровный ариец, а еврейский дед был не родным, а приемным отцом его матери). В 1944 году получил в кригсмарине звание корветтенкапитана.
После войны Штиге был подвергнут процедуре денацификации и вновь предстал перед судом по обвинению в убийстве Карла Либкнехта и Розы Люксембург. Однако суд вторично оправдал его.

## Послевоенные годы
С 1946 Генрих Штиге снова работал менеджером Degussa. В 1963 вышел на пенсию.
Скончался в баварском Фордерхинделанге в возрасте 73 лет.